# Joseph Kasavubu

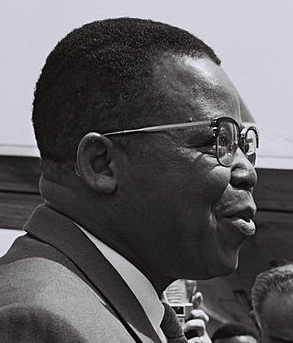
Joseph Kasavubu (1962)

Joseph Kasavubu (auch Kasa Vubu) (* 1910 – andere Angaben 1913, 1915 oder 1917 – bei Tschela; † 24. März 1969 in Boma) war von 1960 bis 1965 der erste Präsident der Demokratischen Republik Kongo.

## Frühe Jahre
Kasavubu stammte aus Tschela in der Provinz Léopoldville (heute Kinshasa). Seine Mutter gehörte dem Volk der Bakongo an. Einer seiner Großväter war ein Chinese, der als Arbeiter zum Bau der Eisenbahn in den Kongo gekommen war. Er besuchte eine katholische Volksschule in Kizu und wollte zunächst Priester werden. Von 1928 bis 1936 studierte er an einem Seminar in Mbata Keila, später Theologie und Philosophie am Kabwe-Seminar in der Provinz Kasai. Er beschloss dann, statt Priester Lehrer zu werden, und besuchte die Ausbildungsanstalt in Kangu (damaliger Distrikt und heutige Provinz Kongo Central (Niederkongo)). 1940 erhielt er sein Lehrerexamen und unterrichtete während der folgenden zwei Jahre. Anschließend war er bei der Finanzverwaltung der belgischen Kolonialregierung angestellt.

## Politiker
Politische Aktivitäten waren im Belgischen Kongo grundsätzlich weder Afrikanern noch den dort ansässigen Europäern erlaubt. Ein legales Betätigungsfeld waren aber Vereine ehemaliger Schüler. In Anlehnung an die belgischen Gepflogenheiten verwendeten kongolesische Organisationen lange Abkürzungen für noch längere Namen. In solchen Vereinen engagierte sich Kasavubu seit den 1940er Jahren, er wurde auch einflussreiches Mitglied im „Verein zur Förderung sozialer Interessen der Kongolesen“ (UNICSO - Union des Intérêts Sociaux Congolais).

### ABAKO
Kasavubu trat der 1950 gegründeten Organisation Association des Bakongo pour l'Unification, l'expansion et de la Défense de la Langue Kikongo (ABAKO) bei und wurde 1955 ihr Präsident. Ursprünglich von Edmond Nzeza-Landu als Verein zur Förderung der Kikongo-Sprache gegründet wurde der Verein unter Kasavubu de facto eine politische Partei. Das Siedlungsgebiet der Bakongo am unteren Kongo erlebte durch den Aufschwung der Hauptstadt Léopoldville in den 1940er und 1950er Jahren einen starken Zustrom von Zuwanderern aus anderen Regionen des Kongo, die Behauptung der Dominanz der Bakongo war deshalb ein wichtiges Anliegen der ABAKO. Im August 1956 forderte Kasavubu Belgien auf, politische Parteien zu erlauben und den Kongo in die Unabhängigkeit zu entlassen. Bei den ersten Stadtratswahlen, die im Dezember 1957 in einigen Städten abgehalten wurden, konnte sich die ABAKO in Léopoldville klar durchsetzen. Kasavubu wurde Bürgermeister von Dendale. Im April 1958 erneuerte er seine Forderungen nach Unabhängigkeit. Mit der Gründung einer weiteren – im Gegensatz zu ABAKO aber nicht auf Stammesbasis organisierten – Partei, des Mouvement National Congolais (MNC) unter Führung von Patrice Lumumba erwuchs Kasavubu eine ernsthafte Konkurrenz. Nach Unruhen in Léopoldville wurde die Führung der ABAKO - darunter Kasavubu - am 8. Januar 1959 festgenommen, vier Tage später wurde die Organisation verboten.

### Vor der Unabhängigkeit
Einige Tage später veranlasste der gerade im Kongo anwesende belgische Minister für den Kongo, van Helmrijk, die Entlassung Kasavubus und seiner Mitstreiter Daniel Kanza und Simon Nzeza. Kasavubu wurde für einige Monate nach Belgien gebracht, konnte dann aber zurückkehren und galt von da an als Märtyrer des Kongo-Nationalismus. Die Unabhängigkeit des gesamten Kongo trat als Ziel jetzt in den Hintergrund: ABAKO forderte nun eine föderalistische Verfassung mit einer schwachen Zentralregierung und drohte mit dem Boykott künftiger Wahlen. Kasavubu formte eine Allianz mit anderen regionalen Parteien, darin vertreten waren die Parti Solidaire Africaine (PSA) Antoine Gizengas und die von Lumumbas MNC abgespaltene Gruppe von Albert Kalonji aus Kasai. Er wurde Präsident dieser Gruppe und reiste zur Allparteienkonferenz nach Brüssel, die am 20. Januar 1960 begann. Dort konnte er seine Vorstellungen nicht durchsetzen und verließ die Verhandlungen vorzeitig. Weiter geschwächt wurde er durch die Abspaltung einer Gruppe unter seinem Stellvertreter Daniel Kanza, so dass letztlich Patrice Lumumba die Führung der kongolesischen Unabhängigkeitsbewegungen übernehmen konnte. In dem Exekutivrat des belgischen Gouverneurs erhielt Kasavubu die Position des Finanzministers.

### Wahlen
Im Mai 1960 fanden im gesamten Kongo Wahlen statt. Stärkste Partei wurde Lumumbas MNC mit 33 der 137 Sitze, Kasavubus ABAKO erhielt nur 12. In der Provinz Léopoldville wurde die ABAKO aber mit 33 der 90 Abgeordneten zweitstärkste Kraft nach der verbündeten PSA Gizengas. Der belgische Gouverneur beauftragte zunächst Kasavubu mit der Regierungsbildung. Als dieser keine Mehrheit organisieren konnte, ging der Auftrag an Lumumba. Diesem gelang die Regierungsbildung und er wurde Premierminister.

## Präsident
Kasavubu wurde von der neuen Nationalversammlung zum Präsidenten gewählt und nahm nach der Unabhängigkeit des Landes von Belgien am 30. Juni 1960 die Amtsgeschäfte auf.
Die neue Regierung aber wurde in der Kongo-Krise mit dem Verfall der staatlichen Ordnung (Meuterei der Force Publique) und regionalen Sezessionsbewegungen wie in Katanga konfrontiert und war außerdem durch den Konflikt zwischen dem eher konservativen Kasavubu und seinem radikalen Premierminister Patrice Lumumba handlungsunfähig. 
Am 5. September erklärten Kasavubu und Lumumba die Entlassung des jeweils anderen und schafften damit eine Pattsituation, die erst mit der Machtergreifung des Armeekommandeurs Joseph-Désiré Mobutu als Unterstützer Kasavubus am 14. September endete. Lumumba wurde später den Sezessionisten in der südlichen Provinz Katanga ausgeliefert und 1961 getötet. Um die Anerkennung seiner Regierung durch die Vereinten Nationen zu erreichen, reiste Kasavubu im November 1960 nach New York, die Anerkennung erfolgte. Der Preis war ein Streit innerhalb der Bewegung der blockfreien Staaten, von denen einige zusammen mit dem Ostblock gegen ihn stimmten und an Lumumba festhielten.
Im Laufe der nächsten fünf Jahre führte Kasavubu eine Reihe schwacher Regierungen und im Juli 1964 ernannte er den früheren katanganischen Sezessionsführer Moise Tschombé zum Premierminister, damit dieser mit Hilfe europäischer Söldner gegen linksradikale Rebellen in Stanleyville vorgehe. Er entließ ihn am 13. November 1965, kurz bevor er selber gestürzt wurde. Mobutu ergriff am 24. November 1965 ein zweites Mal die Macht, dieses Mal jedoch setzte er Kasavubu ab und erklärte sich zum Staatsoberhaupt.
Die Tochter Justine Kasavubu (* 14. April 1951 in Léopoldville) gehörte zeitweise der Regierung von Laurent-Désiré Kabila an.